# Географія Антигуа і Барбуди
Антигуа і Барбуда — північноамериканська країна, що знаходиться в групі Малих Антильських островів Карибського регіону . Загальна площа країни 443 км² (201-ше місце у світі), з яких на суходіл припадає 442 6 км² (Антигуа — 280 км²; Барбуда — 161 км²; Редонда — 1,6 км²), а на поверхню внутрішніх вод — 0 км². Площа країни вполовину менша за площу території міста Києва. 

## Назва
Офіційна назва — Антигуа і Барбуда (англ. Antigua and Barbuda). Назва країни походить від назви двох найбільших її островів Антигуа і Барбуди. Христофор Колумб 1493 року назвав нововідкритий ним острів Антигуа на честь собору Санта-Марія-ла-Антигуа (Старий собор Діви Марії) в Севільї (Іспанія). Острів Барбуда (порт. Barbuda — борода) отримав свою назву від фігових дерев, довге листя яких нагадує бороду. Раніше Барбуду називали Дульчіне від ісп. dulce — солодкий.

## Географічне положення
Антигуа і Барбуда — північноамериканська острівна країна, що не має сухопутного державного кордону. Острови лежать в групі Навітряних островів Малих Антильських островів. Антигуа і Барбуда на заході омивається водами Карибського моря, на сході — водами Атлантичного океану. Загальна довжина морського узбережжя 153 км.

Морські кордони країн Карибського регіону

Згідно з Конвенцією Організації Об'єднаних Націй з морського права (UNCLOS) 1982 року, протяжність територіальних вод країни встановлено в 12 морських миль (22,2 км). Прилегла зона, що примикає до територіальних вод, в якій держава може здійснювати контроль необхідний для запобігання порушень митних, фіскальних, імміграційних або санітарних законів простягається на 24 морські милі (44,4 км) від узбережжя (стаття 33). Виключна економічна зона встановлена на відстань 200 морських миль (370,4 км) від узбережжя. Континентальний шельф — 200 морських миль (370,4 км) від узбережжя, або до континентальної брівки (стаття 76).

### Час
Час у Антигуа і Барбуді: UTC-4 (-6 годин різниці часу з Києвом).

## Геологія

### Корисні копалини
Надра Антигуа і Барбуди не багаті на корисні копалини, розвідані запаси і поклади відсутні.

## Рельєф
Середні висоти — дані відсутні; найнижча точка — рівень вод Карибського моря (0 м); найвища точка — гора Обама (402 м), колишній Боггі-Пік.

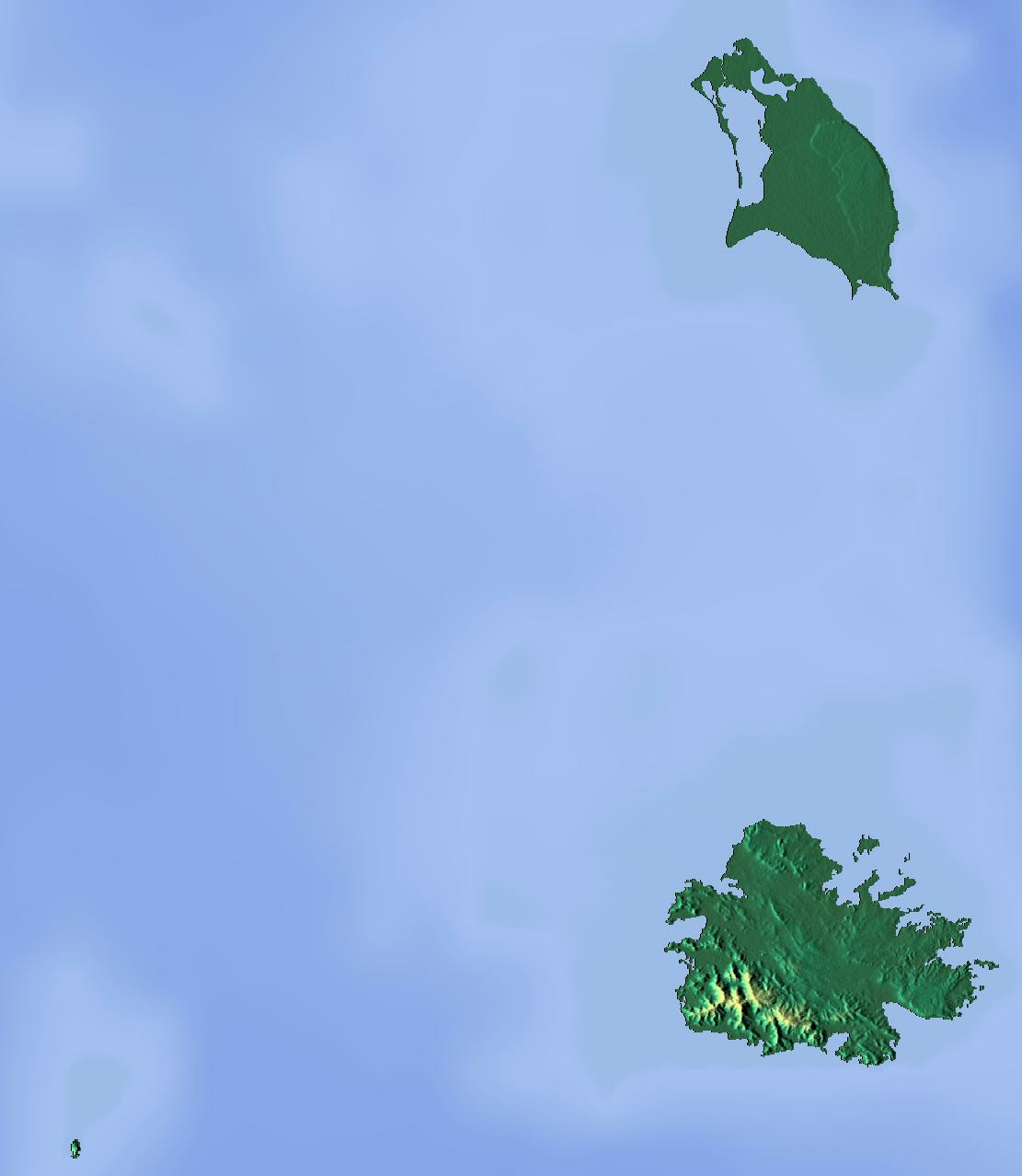
Рельєф Антигуа і Барбуди
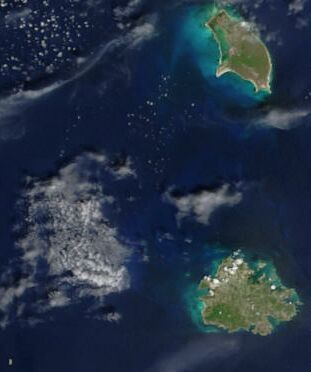
Супутниковий знімок поверхні країни
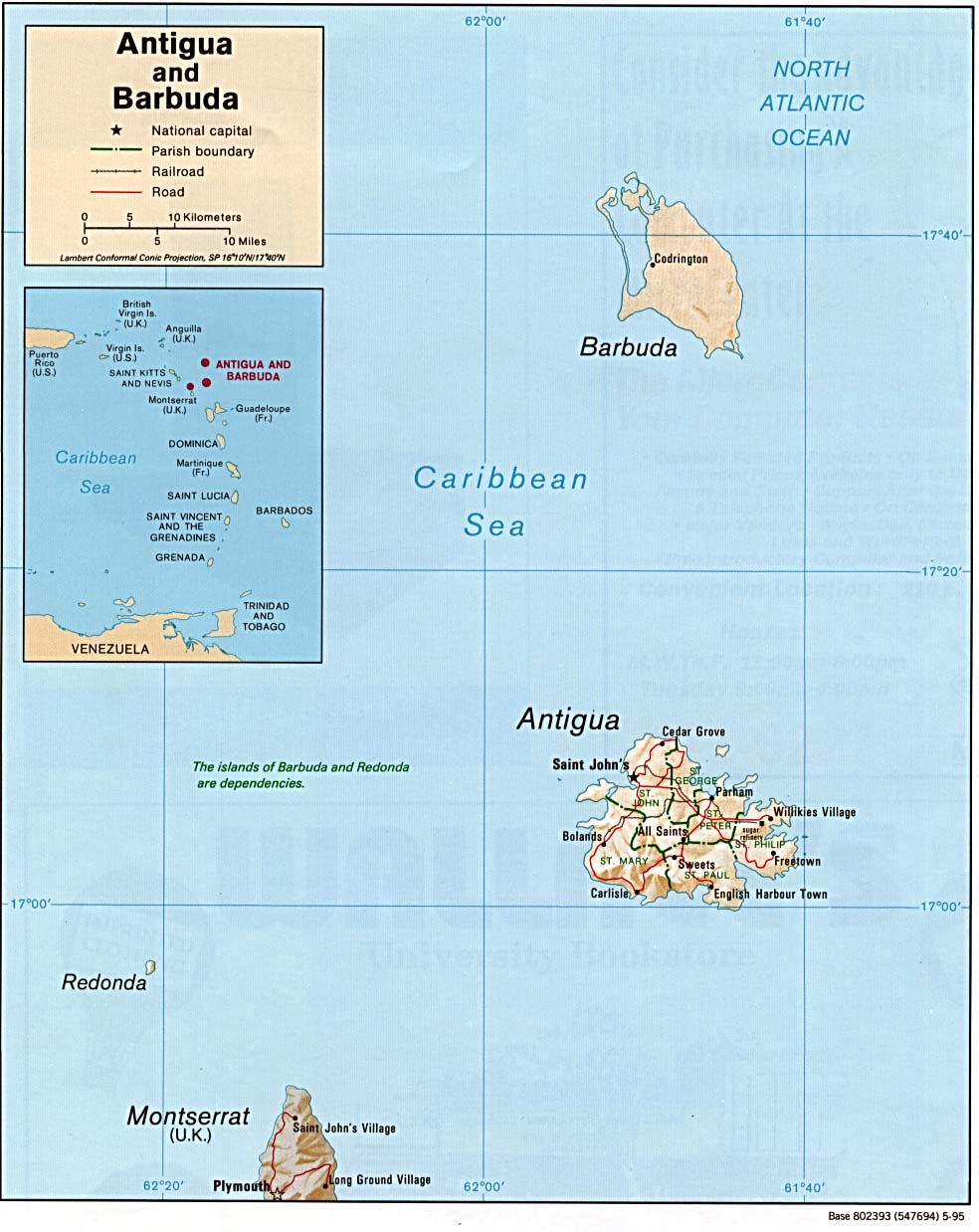
Карта країни (англ.)
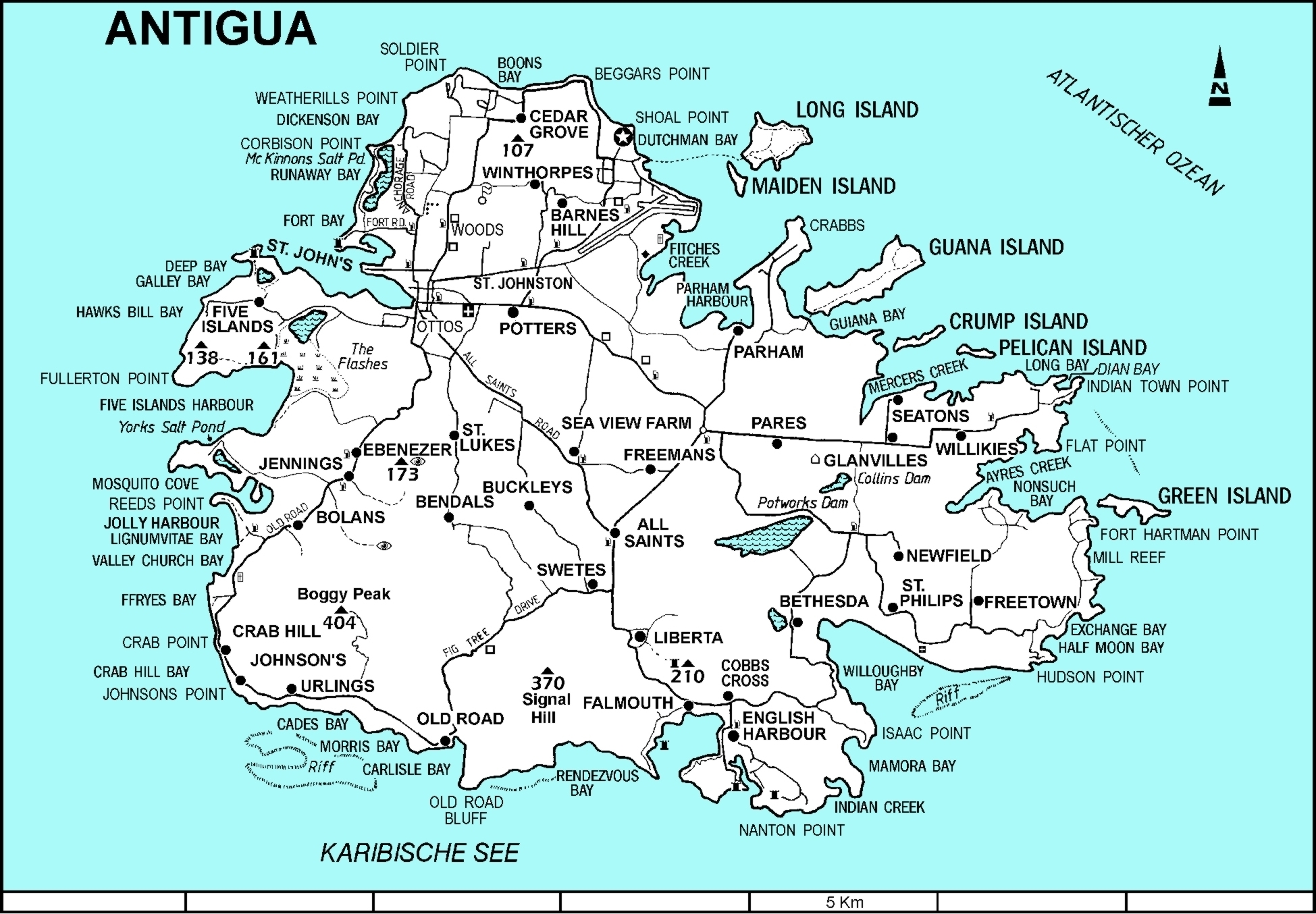
Карта острова Антигуа (англ.)
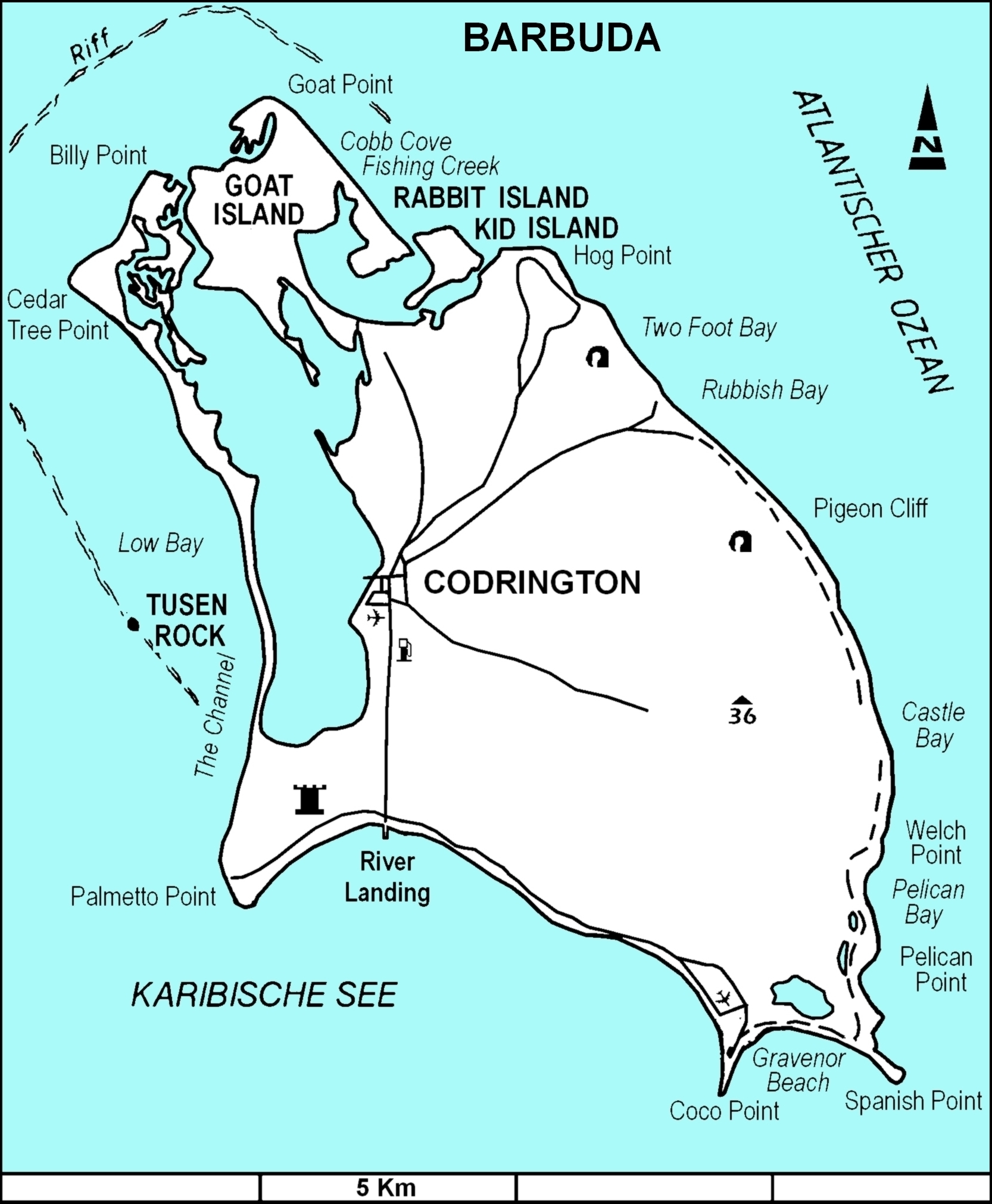
Карта острова Барбуда (англ.)

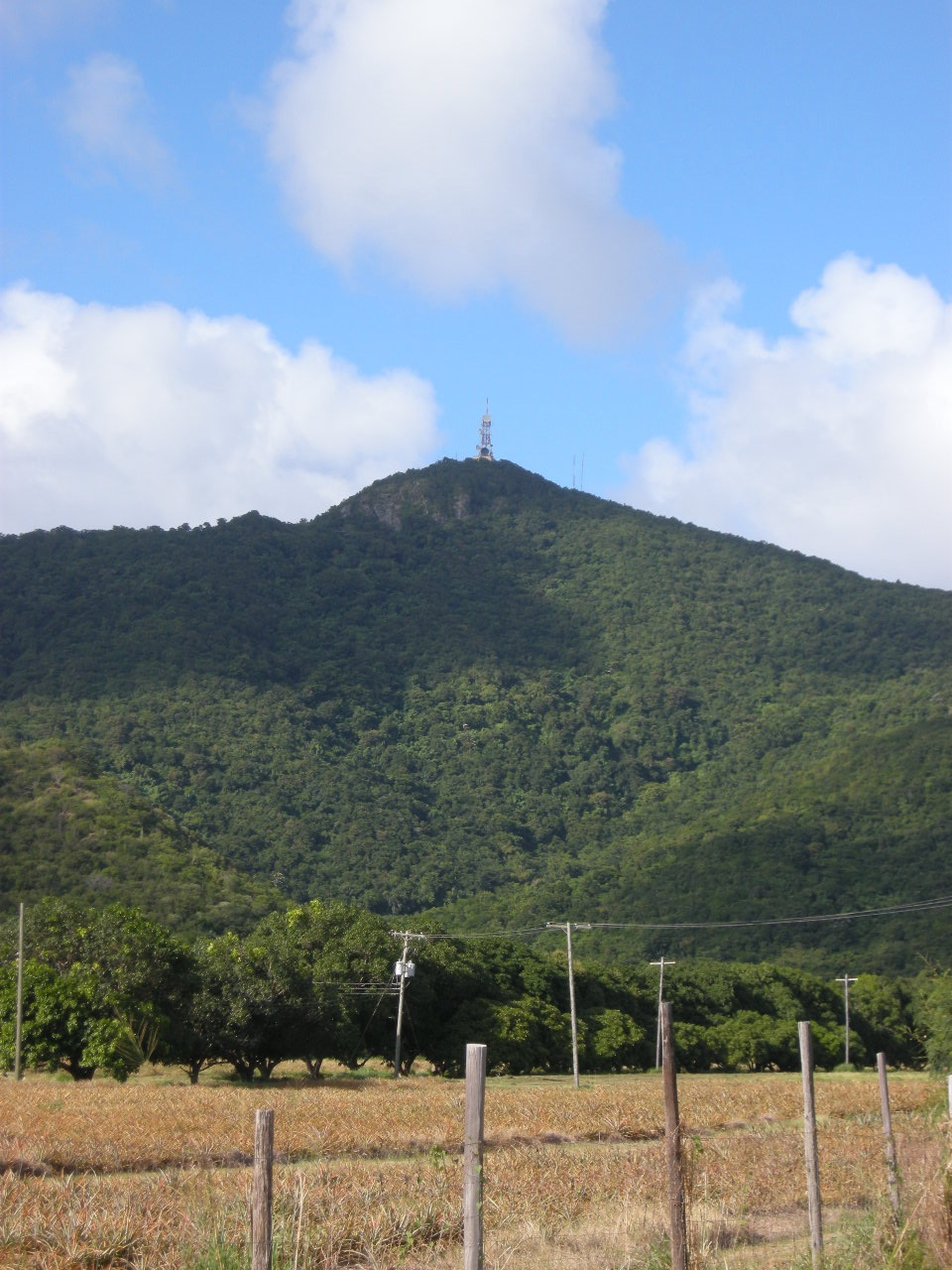
Маунт-Обама
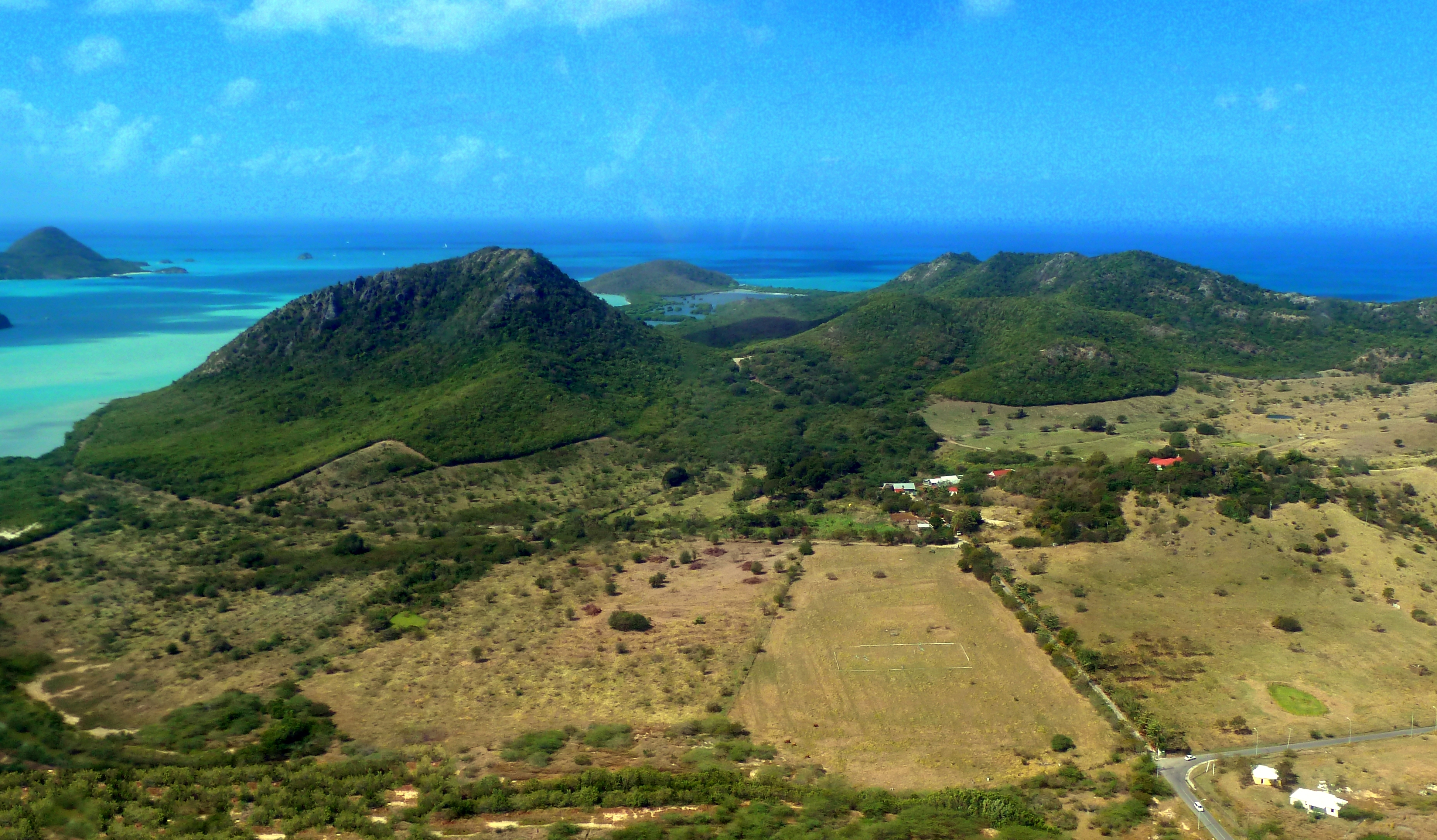
Рельєф острова Барбуда
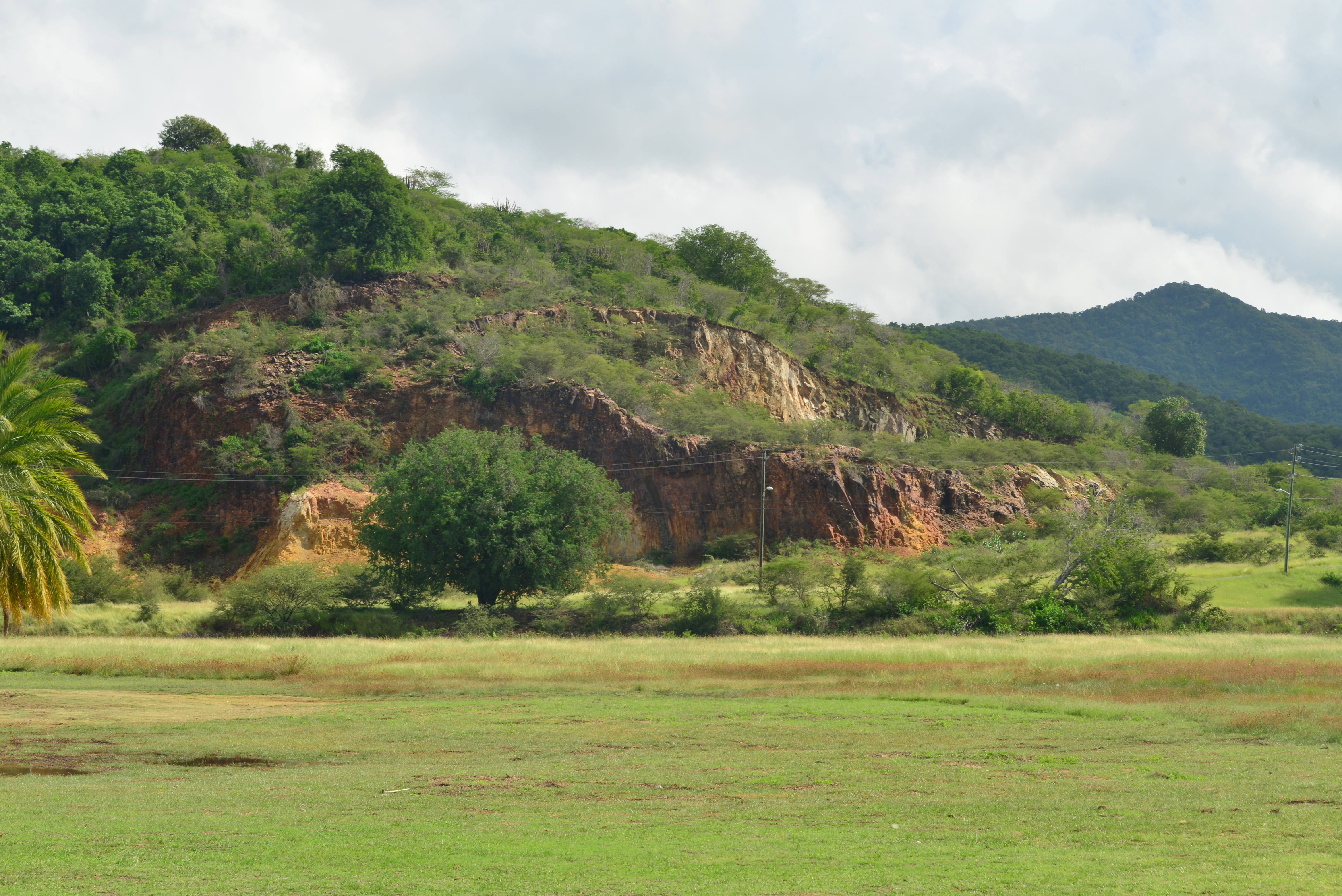
Відслонення поблизу автошляху

### Узбережжя
Узбережжя острова Антигуа сильно порізане, великі зручні складні гавані, іноді перекриті піщаними косами. Узбережжя переважно скелясте з окремими закритими піщаними пляжами. На острові Барбуда велика зручна гавань на західному узбережжі.

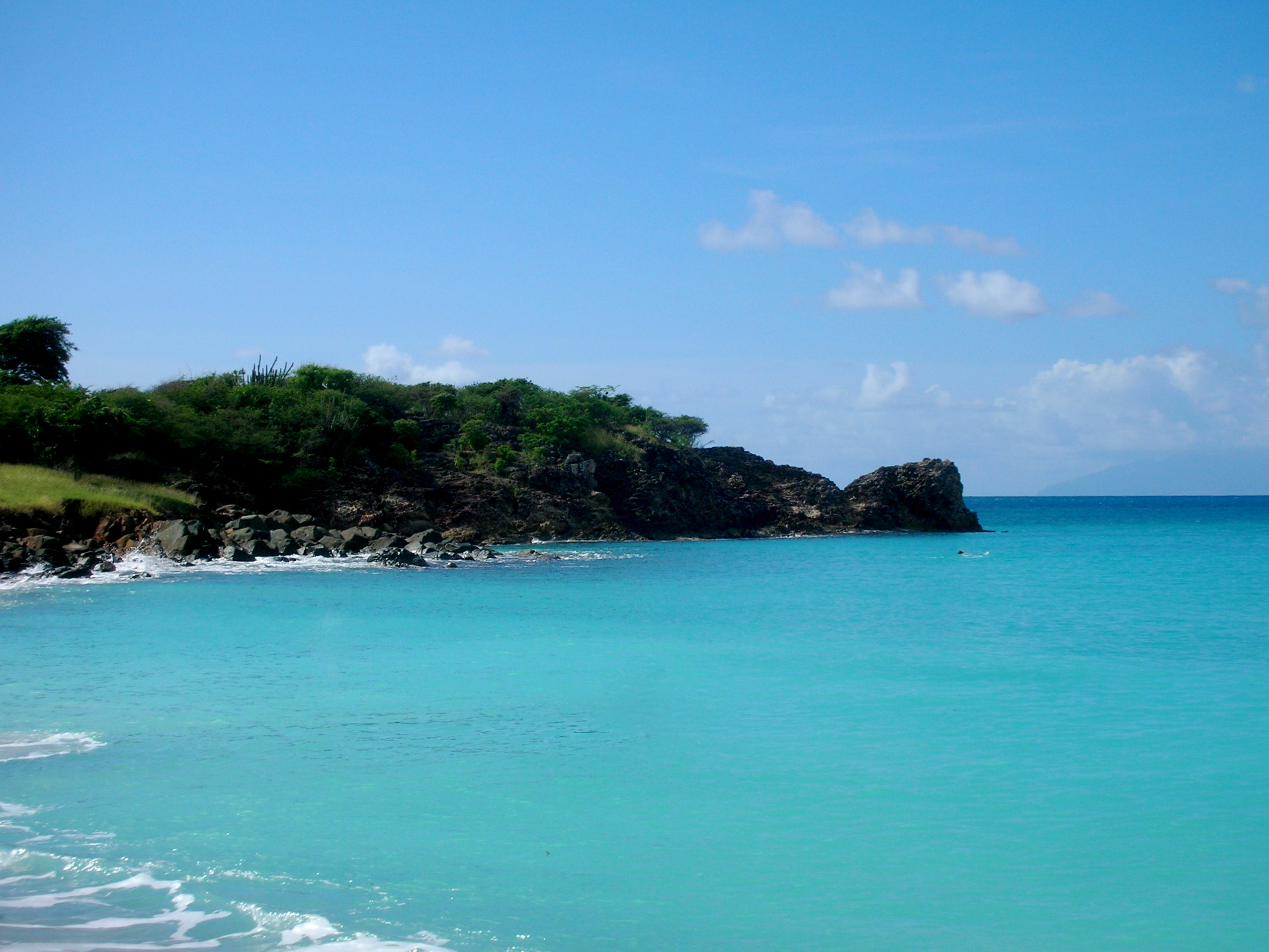
Скелі на пляжі Тернера, острів Антигуа
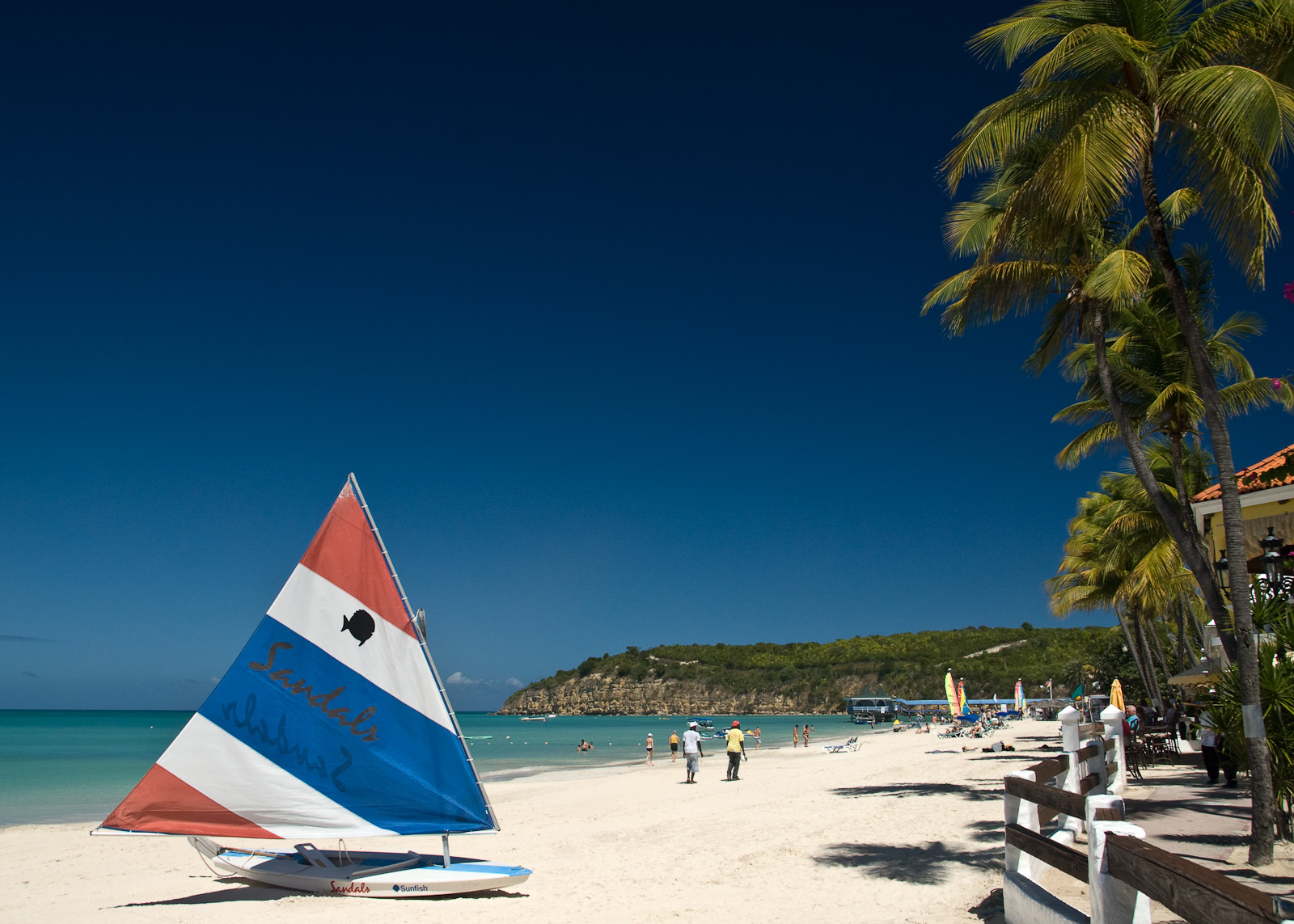
Пляж Діккінсона, острів Антигуа
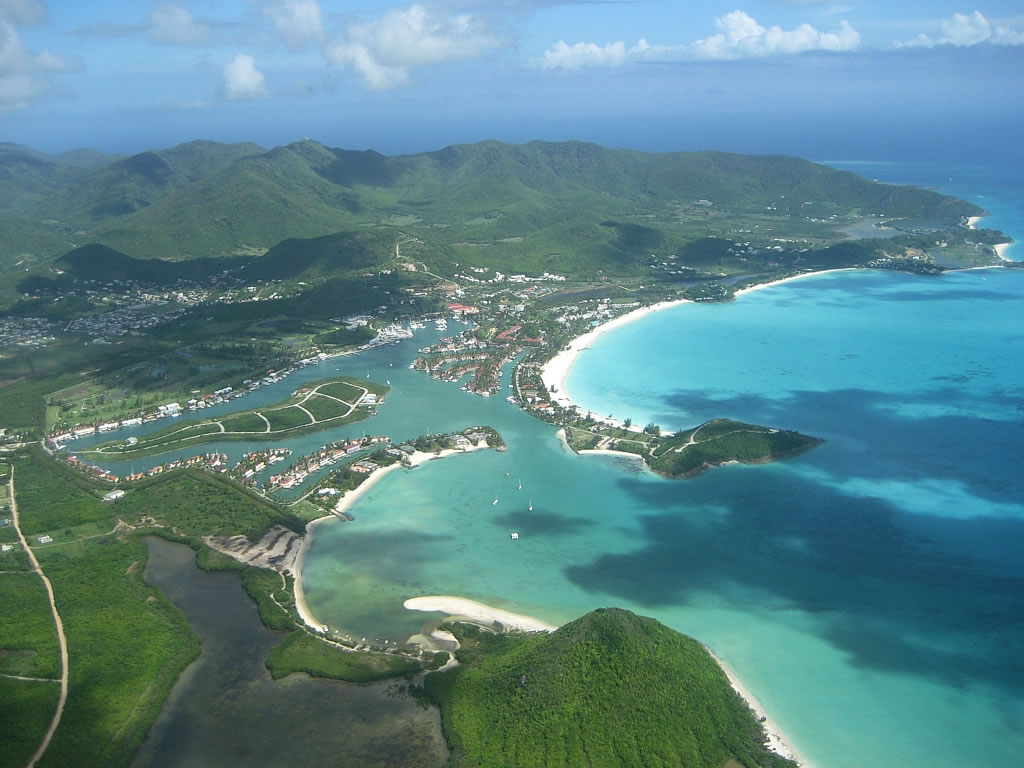
Гавань Джоллі-Гарбор на острові Антигуа
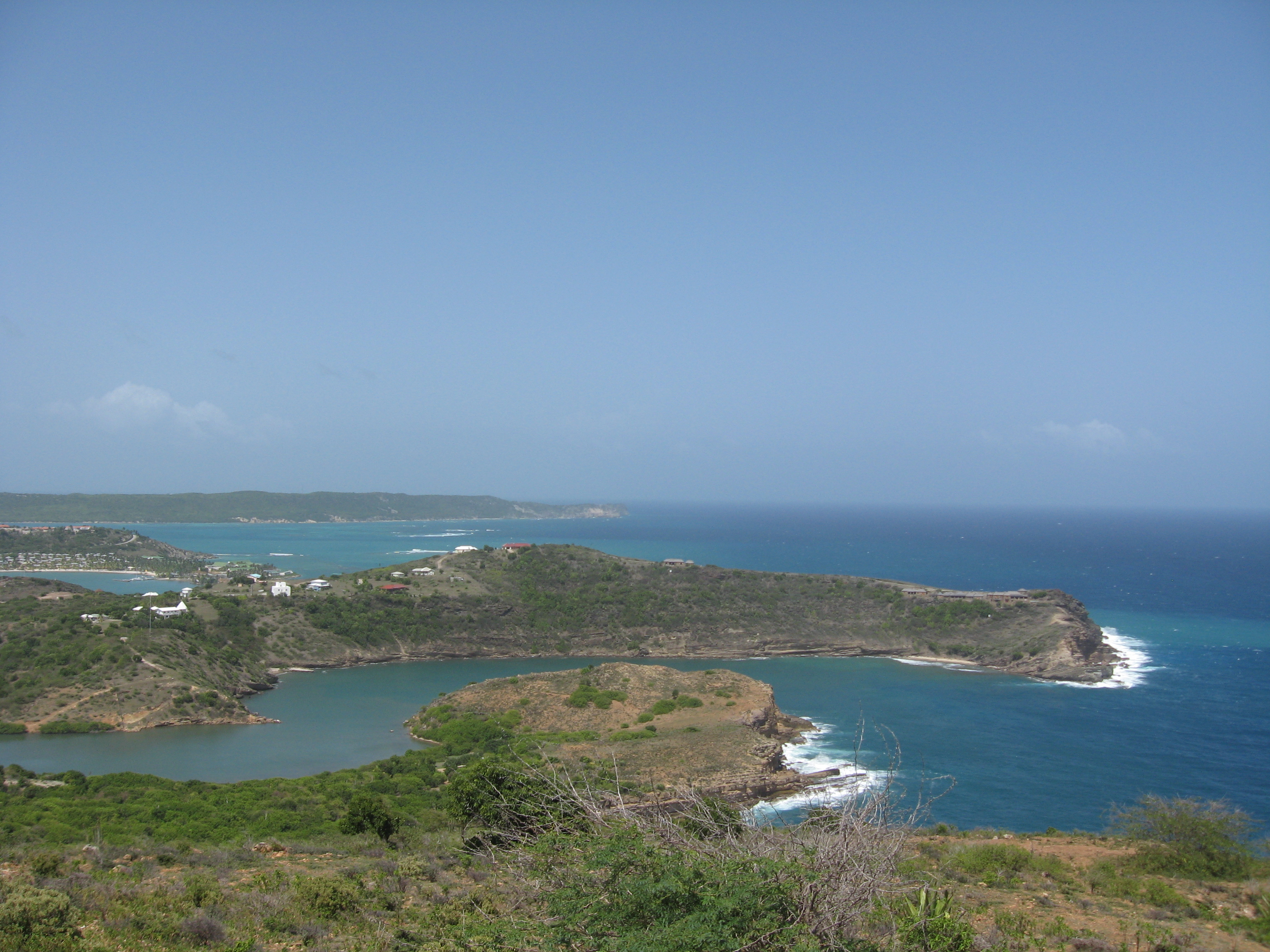
Південне узбережжя острова Антигуа
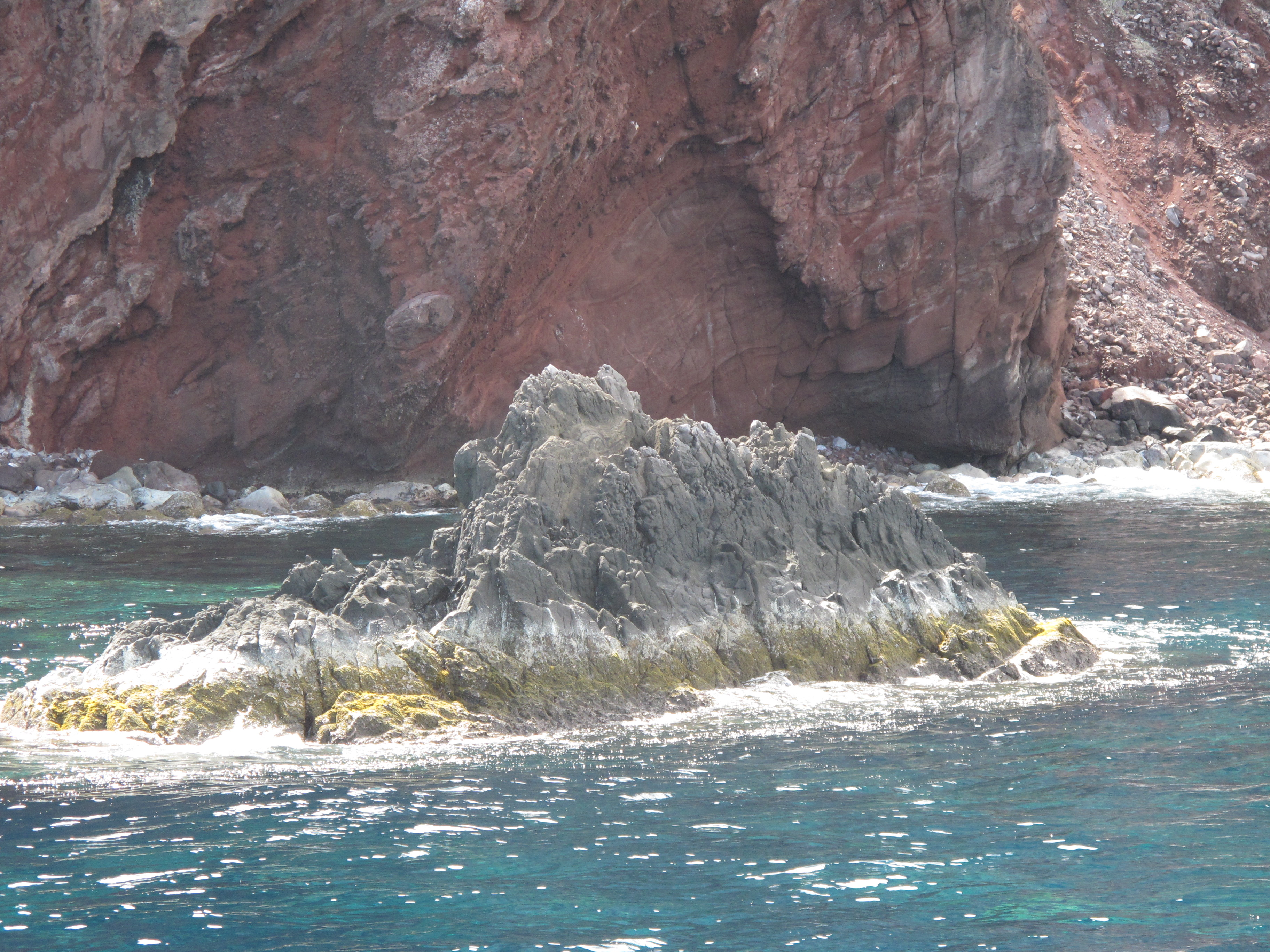
Скелясте узбережжя Редонди

### Острови

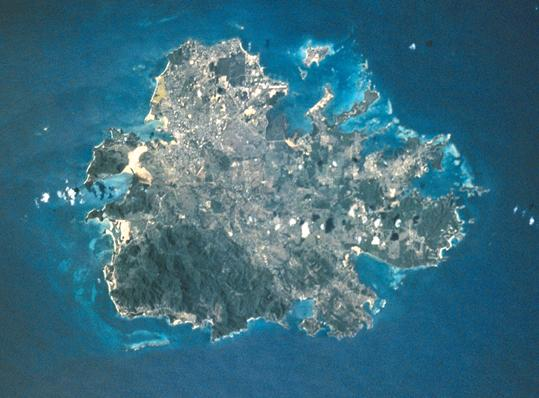
Острів Антигуа з космосу
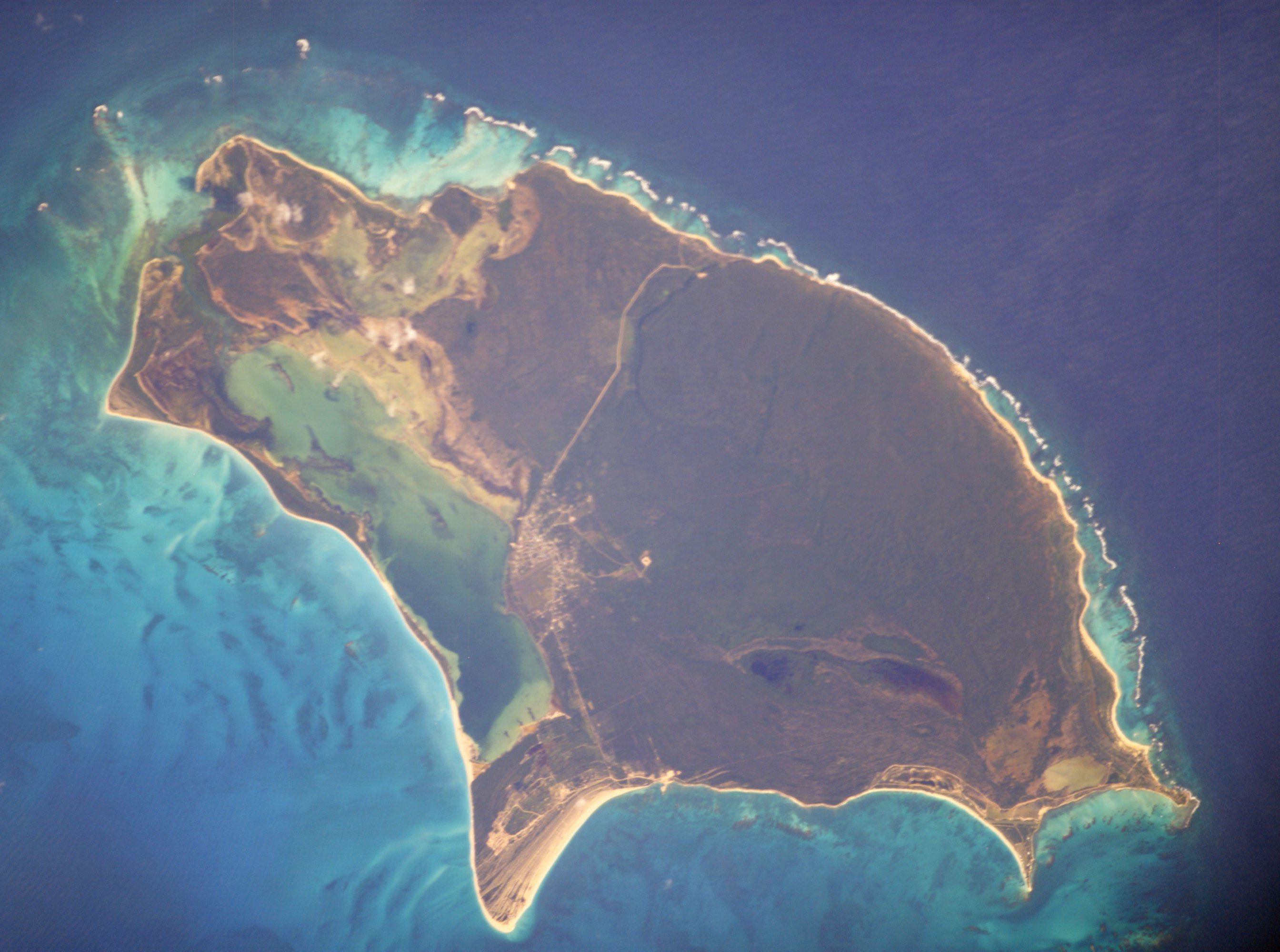
Острів Барбуда з космосу
Острів Редонда
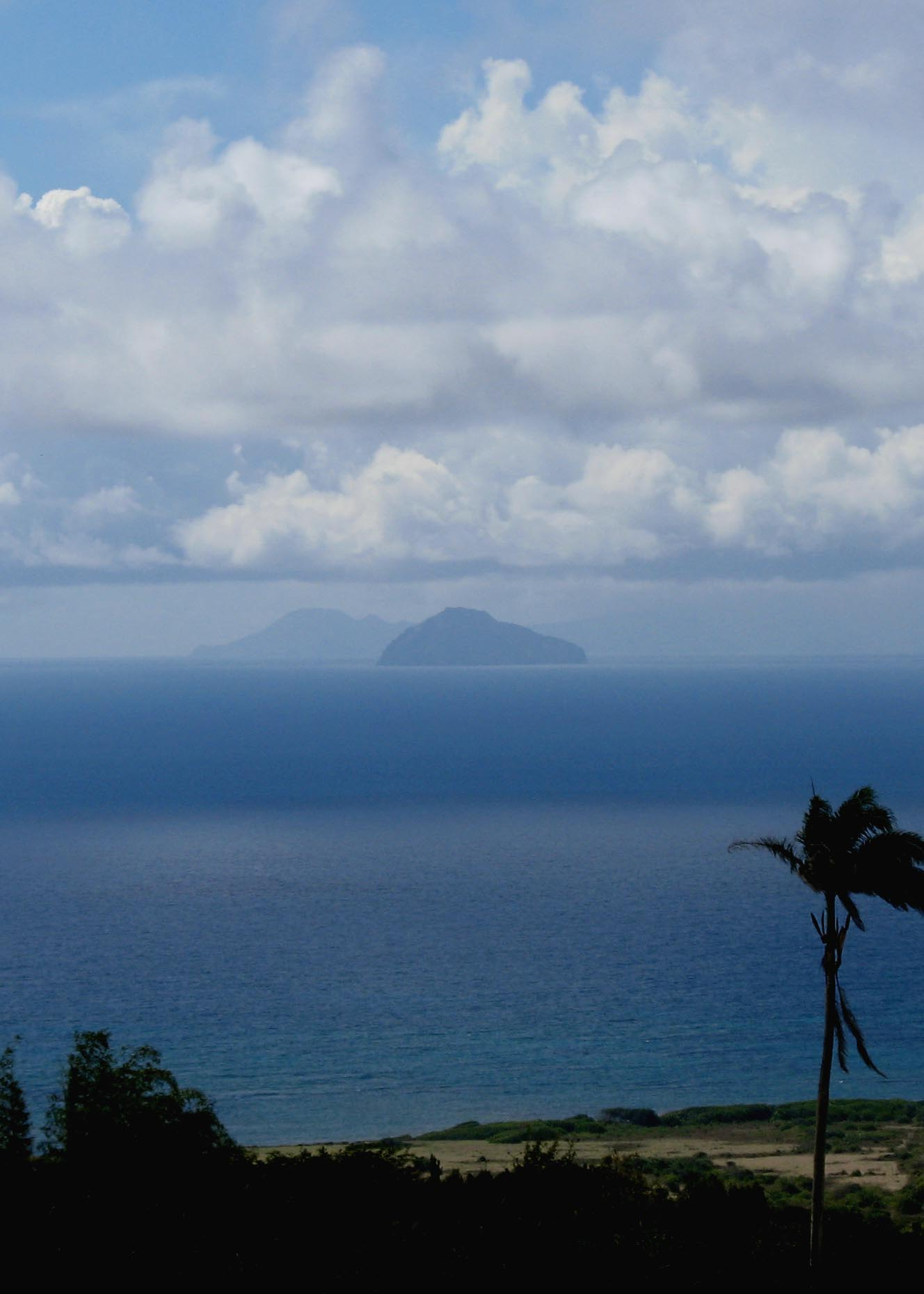
Редонда на обрії, за нею Монтсеррат. Вид з острова Невіс

## Клімат
Територія Антигуа і Барбуди лежить у тропічному кліматичному поясі. Увесь рік панують тропічні повітряні маси. Сезонний хід температури повітря чітко відстежується. Переважають східні пасатні вітри, достатнє зволоження (на підвітряних схилах відчувається значний дефіцит вологи). У теплий сезон з морів та океанів часто надходять тропічні циклони.

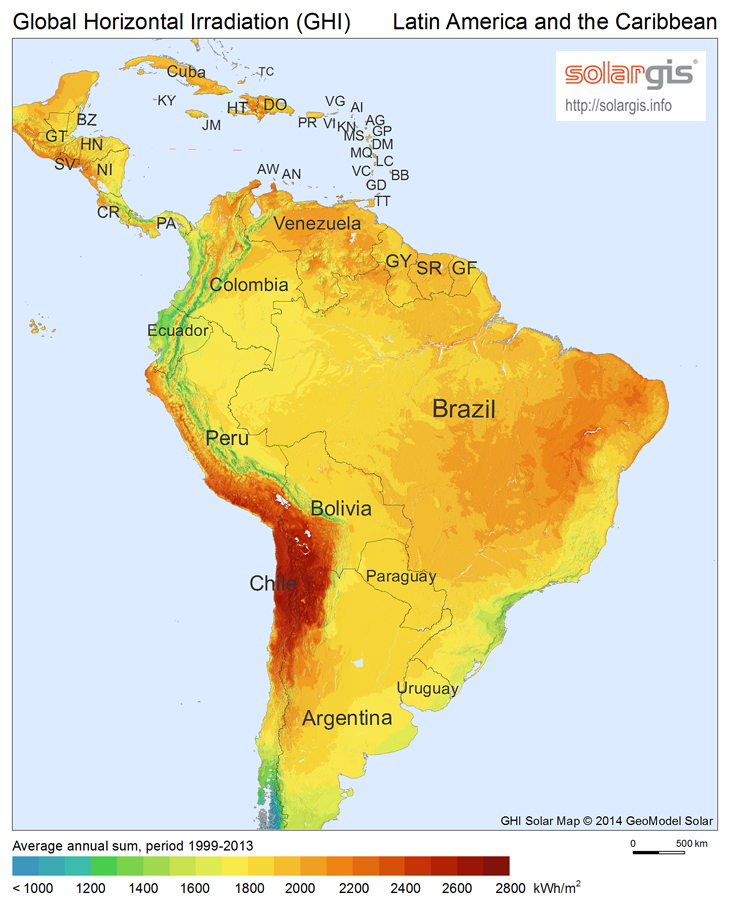
Сонячна радіація (англ.)
Кліматична карта Антильських островів за Кеппеном
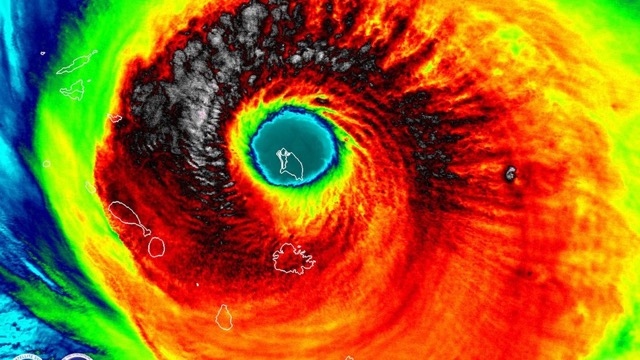
Ураган Ірма 2017 року над Барбудою

Антигуа і Барбуда є членом Всесвітньої метеорологічної організації (WMO), в країні ведуться систематичні спостереження за погодою.

## Внутрішні води
Загальні запаси відновлюваних водних ресурсів (ґрунтові і поверхневі прісні води) становлять 0,05 км³. Станом на 2012 рік в країні налічувалось 1,3 км² зрошуваних земель. Через піщанисті та скелясті ґрунти, що поширені островами, постійних водотоків в країні обмаль.

### Річки
Через піщанисті та скелясті ґрунти, що поширені островами, постійних водотоків в країні обмаль. Це невеличкі потоки, що час від часу пересихають, і короткі ручаї: Айєрс-Крик, Кукс-Крик і Фітчес-Крик на острові Антигуа. Усі вони належать басейну Атлантичного океану.

### Ґрунтові води
Штучні посадки лісів допомагають зберігати цінних ресурс на острові — ґрунтові води.

## Ґрунти
Ґрунти островів кам'янисті та піщанисті. Центральна долина острова Антигуа родюча завдяки великим покладам вулканічного попелу.

## Рослинність
Рослинність островів представлена переважно скребом — заростями ксерофітних кущів та малорослих дерев. На узбережжях та в Центральній долині тропічна рослинність. Штучні насадження з акаціями, червоними деревами, білим і червоним кедром довели лісистість островів до 11 %.

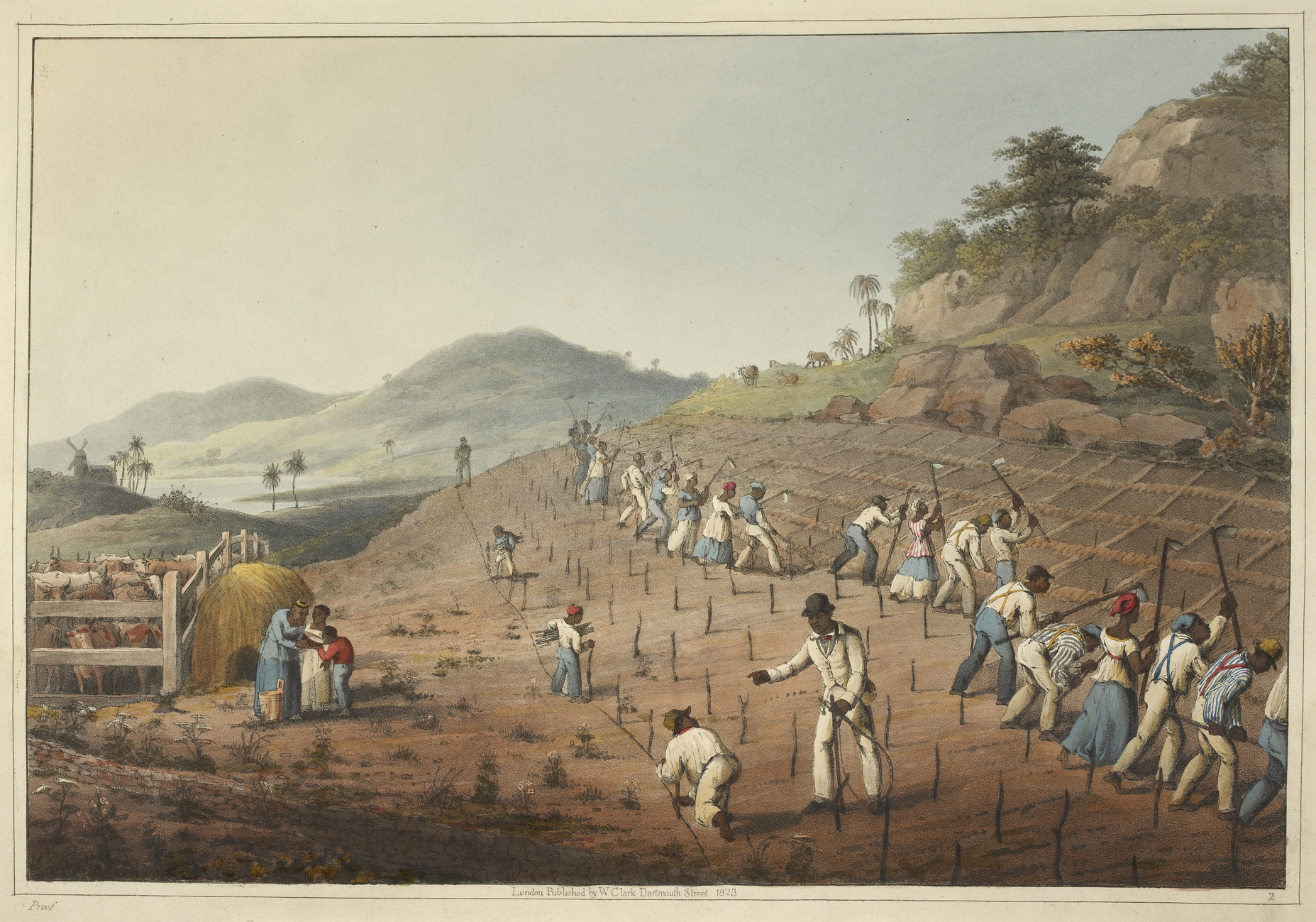
Розведення плантацій цукрової тростини на островах, 1823 рік
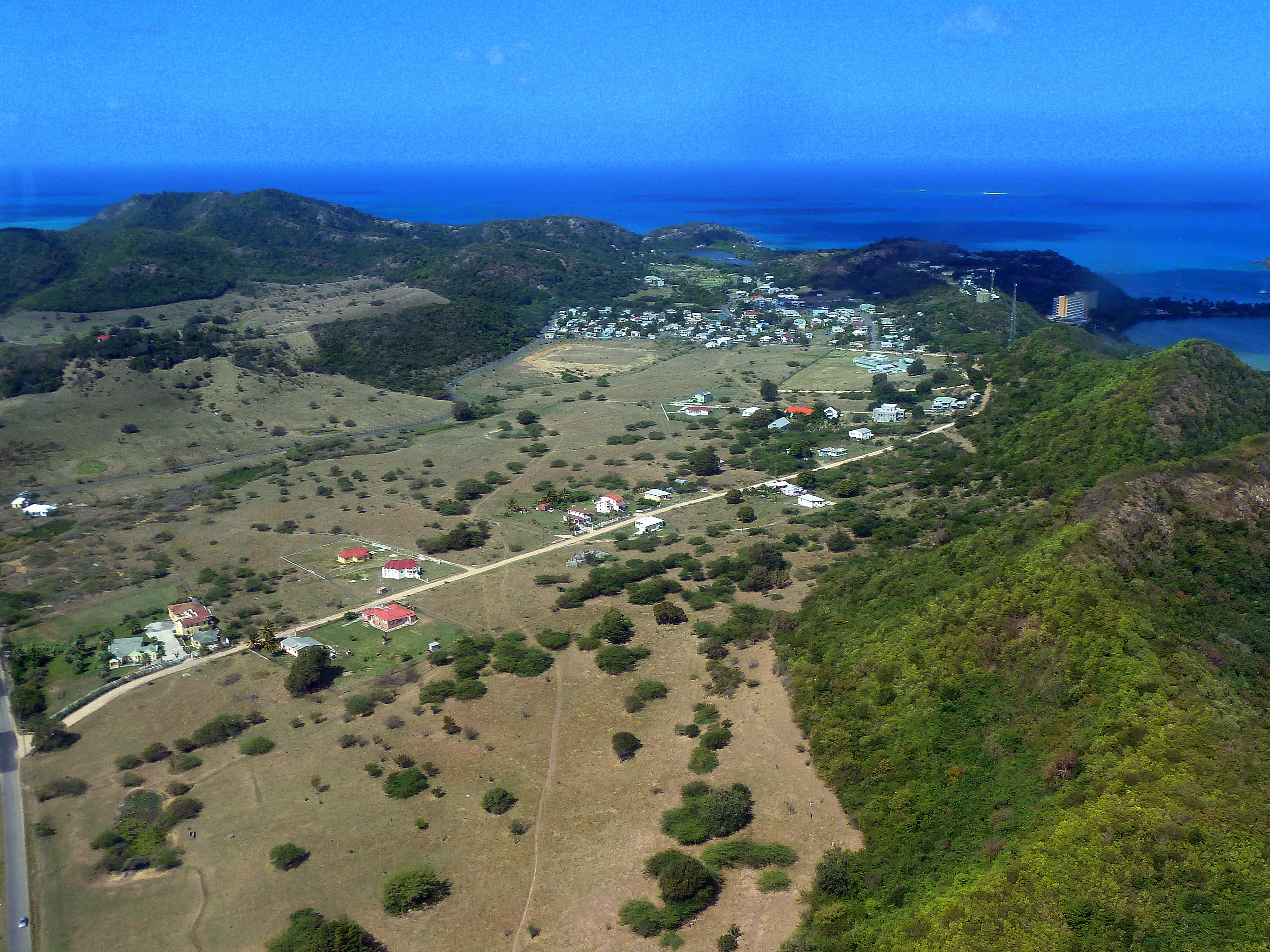
Рослинність внутрішньої частини островів
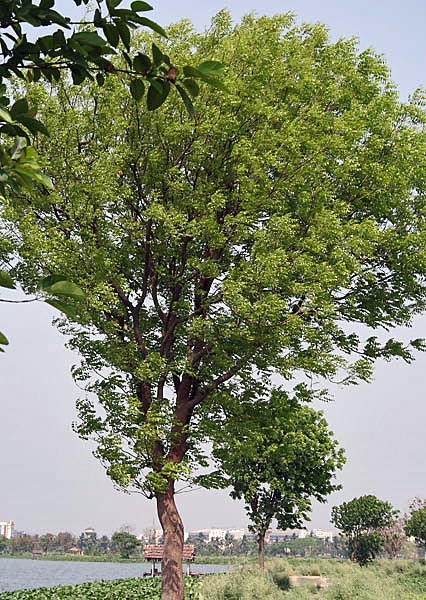
Червоне дерево махагоні

Земельні ресурси Антигуа і Барбуди (оцінка 2011 року):
- придатні для сільськогосподарського обробітку землі — 20,5 %,
  - орні землі — 9,1 %,
  - багаторічні насадження — 2,3 %,
  - землі, що постійно використовуються під пасовища — 9,1 %;
- землі, зайняті лісами і чагарниками — 22,3 %;
- інше — 57,2 %[1].

## Тваринний світ
У зоогеографічному відношенні територія країни відноситься до Антильської підобласті Неотропічної області.

## Охорона природи
Антигуа і Барбуда є учасником ряду міжнародних угод з охорони навколишнього середовища:
- Конвенції про біологічне різноманіття (CBD),
- Рамкової конвенції ООН про зміну клімату (UNFCCC),
- Кіотського протоколу до Рамкової конвенції,
- Конвенції ООН про боротьбу з опустелюванням (UNCCD),
- Конвенції про міжнародну торгівлю видами дикої фауни і флори, що перебувають під загрозою зникнення (CITES),
- Конвенції про заборону військового впливу на природне середовище (ENMOD),
- Базельської конвенції протидії транскордонному переміщенню небезпечних відходів,
- Конвенції з міжнародного морського права,
- Лондонської конвенції про запобігання забрудненню моря скиданням відходів,
- Монреальського протоколу з охорони озонового шару,
- Міжнародної конвенції запобігання забрудненню з суден (MARPOL),
- Рамсарської конвенції із захисту водно-болотних угідь[12],
- Міжнародної конвенції з регулювання китобійного промислу[1].

## Стихійні лиха та екологічні проблеми
На території країни спостерігаються небезпечні природні явища і стихійні лиха: урагани й тропічні шторми (з липня по жовтень); періодичні посухи.
Серед екологічних проблем варто відзначити:
- обмежені ресурси природних джерел питної води;
- слабкий менеджмент водозбору й водопостачання, зведення лісів заради розчищення земель під сільськогосподарські потреби тільки ускладнюють проблему, бо дощова вода довго не затримується в ґрунтах, а швидко стікає до океану.

## Фізико-географічне районування
У фізико-географічному відношенні територію Антигуа і Барбуди можна розділити на _ райони, що відрізняються один від одного рельєфом, кліматом, рослинним покривом: .

### Українською
- Атлас світу / голов. ред. І. С. Руденко ; зав. ред. В. В. Радченко ; відп. ред. О. В. Вакуленко. — К. : ДНВП «Картографія», 2005. — 336 с. — ISBN 9666315467.
- Атлас. 7 клас. Географія материків і океанів / Укладачі О. Я. Скуратович, Н. І. Чанцева. — К. : ДНВП «Картографія», 2014.
- Бєлозоров С. Т. Географія материків. — К. : Вища школа, 1971. — 371 с.
- Барановська О. В. Фізична географія материків і океанів : навч. посіб. для студентів ВНЗ : [у 2 ч.]. — Н. : Ніжинський державний університет ім. Миколи Гоголя, 2013. — 306 с. — ISBN 978-617-527-106-3.
- Антигуа і Барбуда // Гірничий енциклопедичний словник : [у 3-х тт.] / за ред. В. С. Білецького. — Д. : Східний видавничий дім, 2004. — Т. 3. — 752 с. — ISBN 966-7804-78-X.
- Дубович І. А. Країнознавчий словник-довідник. — 5-те вид., перероб. і доп. — К. : Знання, 2008. — 839 с. — ISBN 978-966-346-330-8.
- Економічна і соціальна географія країн світу. Навчальний посібник / За ред. Кузика С. П. — Л. : Світ, 2002. — 672 с. — ISBN 966-603-178-7.
- Панасенко Б. Д. Фізична географія материків : навч. посіб. : в 2 ч. — В. : ЕкоБізнесЦентр, 1999. — 200 с.
- Юрківський В. М. Регіональна економічна і соціальна географія. Зарубіжні країни: Підручник. — 2-ге. — К. : Либідь, 2001. — 416 с. — ISBN 966-06-0092-5.

### Англійською
- (англ.) Graham Bateman. The Encyclopedia of World Geography. — Andromeda, 2002. — 288 с. — ISBN 1871869587.
- (англ.) Donovan, Steven K.; Jackson, Trevor A. (1994). Caribbean Geology: An Introduction. University of West Indies. с. 289. ISBN 9764100333.

### Російською
- (рос.) Антигуа и Барбуда // Латинская Америка. Энциклопедический справочник [в 2-х тт.] / Главный редактор В. В. Вольский. — М. : Советская энциклопедия, 1979. — Т. 1. А-К. — 576 с.
- (рос.) Авакян А. Б., Салтанкин В. П., Шарапов В. А. Водохранилища. — М. : Мысль, 1987. — 326 с. — (Природа мира)
- (рос.) Алисов Б. П., Берлин И. А., Михель В. М. Курс климатологии [в 3-х тт.] / под. ред. Е. С. Рубинштейн. — Л. : Гидрометеоиздат, 1954. — Т. 3. Климаты земного шара. — 320 с.
- (рос.) Апродов В. А. Вулканы. — М. : Мысль, 1982. — 368 с. — (Природа мира)
- (рос.) Апродов В. А. Зоны землетрясений. — М. : Мысль, 2010. — 462 с. — (Природа мира) — ISBN 978-5-244-01122-7.
- (рос.) Букштынов А. Д., Грошев Б. И., Крылов Г. В. Леса. — М. : Мысль, 1981. — 316 с. — (Природа мира)
- (рос.) Власова Т. В. Физическая география материков. С прилегающими частями океанов. Евразия, Северная Америка. — 4-е, перераб. — М. : Просвещение, 1986. — 417 с.
- (рос.) Гвоздецкий Н. А. Карст. — М. : Мысль, 1981. — 214 с. — (Природа мира)
- (рос.) Гвоздецкий Н. А., Голубчиков Ю. Н. Горы. — М. : Мысль, 1987. — 400 с. — (Природа мира)
- (рос.) Географический энциклопедический словарь: географические названия / под. ред. А. Ф. Трёшникова. — 2-е изд., доп. — М. : Советская энциклопедия, 1989. — 585 с. — ISBN 5-85270-057-6.
- (рос.) Дорст Ж. Центральная и Южная Америка. — М. : Прогресс, 1977. — 318 с. — (Континенты, на которых мы живем)
- (рос.) Исаченко А. Г., Шляпников А. А. Ландшафты. — М. : Мысль, 1989. — 504 с. — (Природа мира) — ISBN 5-244-00177-9.
- (рос.) Каплин П. А., Леонтьев О. К., Лукьянова С. А., Никифоров Л. Г. Берега. — М. : Мысль, 1991. — 480 с. — (Природа мира) — ISBN 5-244-00449-2.
- (рос.) Словарь современных географических названий / под общей редакцией акад. В. М. Котлякова. — Екатеринбург : У-Фактория, 2006.
- (рос.) Литвин В. М., Лымарев В. И. Острова. — М. : Мысль, 2010. — 288 с. — (Природа мира) — ISBN 978-5-244-01129-6.
- (рос.) Лобова Е. В., Хабаров А. В. Почвы. — М. : Мысль, 1983. — 304 с. — (Природа мира)
- (рос.) Максаковский В. П. Географическая картина мира. Книга I: Общая характеристика мира. — М. : Дрофа, 2008. — 495 с. — ISBN 978-5-358-05275-8.
- (рос.) Максаковский В. П. Географическая картина мира. Книга II: Региональная характеристика мира. — М. : Дрофа, 2009. — 480 с. — ISBN 978-5-358-06280-1.
- (рос.) Антигуа и Барбуда // Поспелов Е. М. Топонимический словарь. — М. : АСТ, 2005. — 229 с. — ISBN 5-17-016407-6.
- (рос.) География / под ред. проф. А. П. Горкина. — М. : Росмэн-Пресс, 2006. — 624 с. — (Современная иллюстрированная энциклопедия) — ISBN 5-353-02443-5.
- (рос.) Физико-географический атлас мира. — М. : Академия наук СССР и ГУГК СССР, 1964. — 298 с.
- (рос.) Энциклопедия стран мира / глав. ред. Н. А. Симония. — М. : НПО «Экономика» РАН, отделение общественных наук, 2004. — 1319 с. — ISBN 5-282-02318-0.